# Cariblatta unica
Cariblatta unica är en kackerlacksart som beskrevs av Rocha e Silva och Guilherme A.M.Lopes 1975. Cariblatta unica ingår i släktet Cariblatta och familjen småkackerlackor. Inga underarter finns listade.